# The Papercut Chronicles II
The Papercut Chronicles II è il quinto album in studio dei Gym Class Heroes. È il sequel del loro album The Papercut Chronicles ed è stato pubblicato da Fueled by Ramen/Decaydance Records il 15 novembre 2011.
Ha venduto più di 40 000 copie negli Stati Uniti grazie anche al primo singolo ufficiale di successo Stereo Hearts che ha raggiunto la quarta posizione nella Billboard Hot 100.
In seguito sono stati distribuiti i due singoli promozionali Life Goes On con Oh Land, The Fighter con Ryan Tedder e il secondo singolo ufficiale Ass Back Home con Neon Hitch.

## Tracce
1. Za Intro – 1:33
2. Martyrial Girl$ – 3:37
3. Life Goes On (feat. Oh Land) – 4:12
4. Stereo Hearts (feat. Adam Levine) – 3:31
5. Solo Discotheque (Whiskey Bitness) – 4:02
6. Holy Horseshit, Batman!! – 3:41
7. Ass Back Home (feat. Neon Hitch) – 3:42
8. Nil-Nil-Draw – 3:15
9. Lazarus, Ze Gitan – 3:51
10. The Fighter (feat. Ryan Tedder) – 3:49
11. Kid Nothing and the Never-Ending Naked Nightmare – 8:23